# Chris Guse

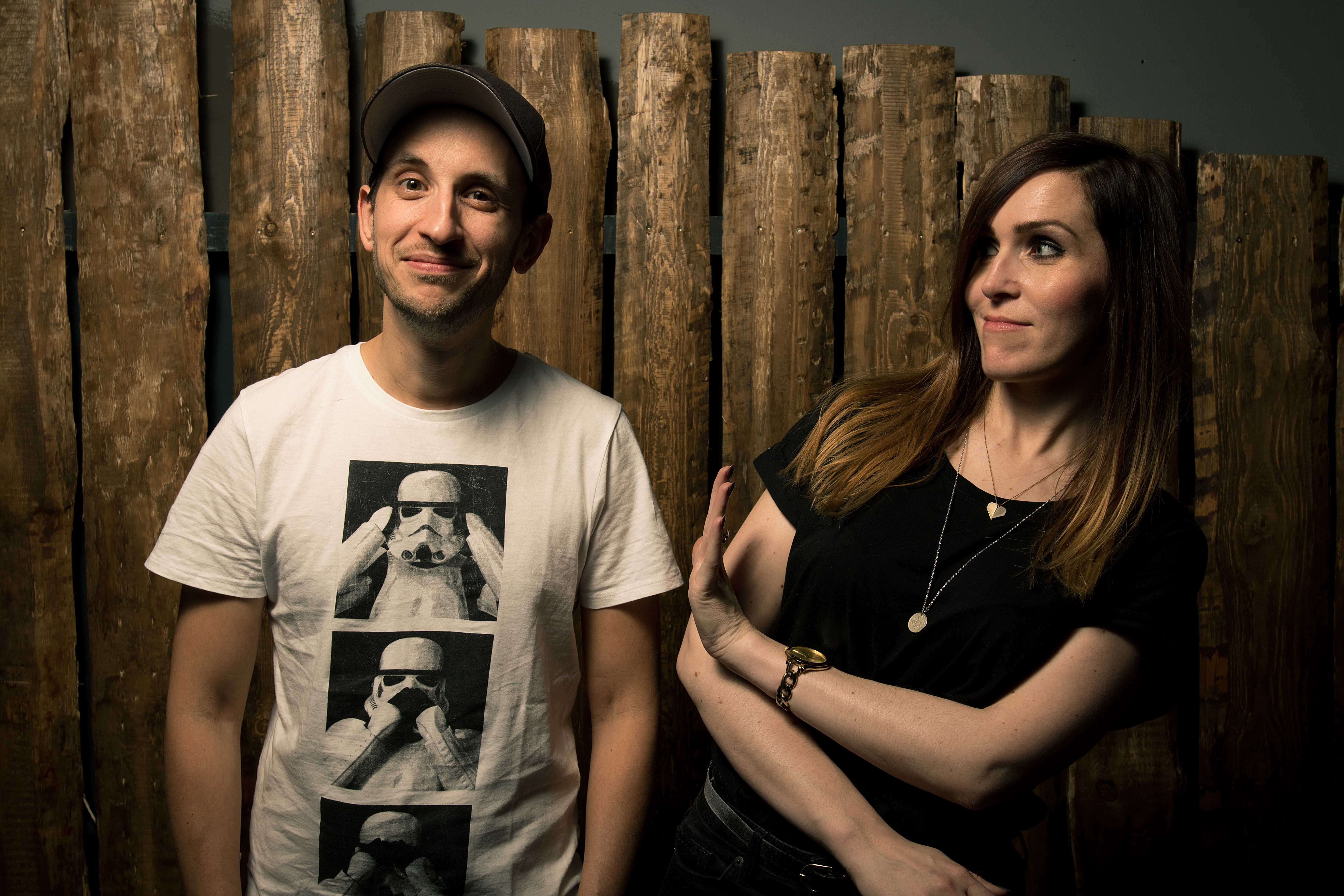
Chris Guse (links) mit Claudia Kamieth (2016)

Christopher „Chris“ Guse (* 1979 in Berlin) ist ein deutscher Radio- und Fernsehmoderator, Sänger, Fernsehproduzent und Unternehmer. Bekannt geworden ist er als Moderator beim rbb Radiosender Fritz.

## Leben
Chris Guse besuchte das Schadow-Gymnasium in Berlin und lebt in Kreuzberg. Er studierte Geisteswissenschaften an der Freien Universität Berlin.

## Radio & Podcast
Chris Guse war von 2010 bis 2022 Moderator des Jugendradiosenders Fritz. Dort moderierte er u. a. die Sendungen „MeinFritz“, „Die Radiofritzen am Morgen“, „Die Radiofritzen am Nachmittag“ und den „Blue Moon“, sowie zahlreiche Außen- und Sondersendungen.
Im April 2012 begann Guse bei 1 Live in Köln. Dort moderierte er bis August 2013 zusammen mit Simon Beeck von 14 bis 18 Uhr die Sendung 1 Live mit Beeck und Guse.
Im Jahr 2016 eröffnete Guse das neue Fritz Radio Studio in Kreuzberg und moderierte von dort aus „Die einzig wahre Ping Pong Show“ mit der rbb Moderatorin Claudia Kamieth. Im Jahr 2017 wurden beide für diese Show mit dem deutschen Radiopreis in der Kategorie „Beste Sendung“ nominiert.
Von 2017 bis Mitte 2022 moderierte Guse ebenfalls aus dem Kreuzberg Studio von Fritz die Radiosendung „Ständig Totze“ mit dem Bassisten Torsten Scholz der Berliner Band Beatsteaks.
Seine letzte Sendung auf Fritz hatte er am 4. Juli 2022.
Ab Mai 2022 starten Torsten Scholz und Chris Guse ihren eigenen Musik Podcast namens „32 Ampere“, der erstmals Talk und Musik technisch in einem Podcast verband. Mit diesem Podcast waren sie im Frühjahr 2023 Teil von „Tommys Top Ten“ auf dem Berliner Radiosender radioeins.
Am 1. Mai 2023 holte der bundesweite Rock-Radiosender StarFM die beiden erstmals für eine Sondersendung vor das Mikrofon und gab ihnen eine eigene Sendung.
Mitte September 2023 startete Chris Guse als Gründer seiner Produktionsfirma zusammen mit der Mitgründerin Su Holder den Branchen-Podcast "ÜBERS PODCASTEN", bei dem sie jede Woche einen anderen Aspekt der Podcastproduktion beleuchten.

## TV & Internet
Seit Anfang 2012 veröffentlichte er über das Internet seine Late-Night-Show GuseBerlin, die im YouTube-Kanal von Fritz über 500.000 Abrufe erzielte. Der rbb strahlte ab August 2012 zwei Staffeln der Show mit jeweils vier Folgen im rbb Fernsehen aus.
2012 präsentierte er an der Seite von Sabine Heinrich die 1 Live Krone und trat damit die Nachfolge von Tobi Schlegl an.
Im Mai 2013 moderierte er den 1. rbb Science Slam, bei dem 7 Wissenschaftler stellvertretend für die sechs rbb Radiowellen sowie rbb online antraten.
Ab Mai 2013 meldete sich Guse wöchentlich in insgesamt 50 Folgen in einer eigenen Wochenrubrik „Guse weiß alles!“ in der rbb Sendung ZiBB. Im August 2013 strahlte der rbb zur Bundestagswahl 5 Folgen von „Termin bei Guse“ aus, in der der Moderator die Spitzenkandidaten der Parteien traf. Im gleichen Jahr wurde er beim deutschen Publikums- und Medienpreis Goldene Henne in der Kategorie „Aufsteiger des Jahres“ nominiert.
Für das rbb Fernsehen stand er im Oktober 2014 wieder als Moderator vor der Kamera. In dem TV-Format „Made in Berlin – Gute Ideen und andere Katastrophen“ besuchte Chris Guse Berliner Start-ups.
Beim Fernsehkanal Kika war er am 26. November 2017 zu Gast und erklärte dem Moderator Elton, wie virtuelle Realität funktioniert.
Für die Fernsehsendung „Supermarkt“ erklärte er in 25 Folgen einfache Dinge des Alltags. Die Sendung war Teil einer Programmreform auch für die rbb Radiosender, die Guse 2019 präsentierte.
Während der Corona-Krise meldete sich Guse für Fritz in 17 Folgen mit einer täglichen Meme Show auf den Social-Media-Kanälen des Senders. Zur gleichen Zeit war er Co-Moderator und Sidekick des Berliner Rappers Sido in seiner wöchentlichen 12-stündigen Show „Zuhause mit Sido“, bei der bis zu 30.000 Zuschauer den beiden beim Kochen und Musizieren in einem Kreuzberg Loft zusahen.
Als Produzent war Chris Guse 2020 mit seiner Produktionsfirma BosePark Productions GmbH verantwortlich für die Streaming Events „Angelcamp 2020“ und „Horrorcamp 2020“ mit Sido und Knossi, bei denen sie mehrfach mit über 300.000 Zuschauern einen neuen Rekord auf Twitch einstellten.

## Belege
1. ↑  Christopher Guse, Berlin. Abgerufen am 4. Juni 2021.
2. 1 2  Chris Guse (Memento vom 4. November 2012 im Internet Archive) rbb-online.de
3. ↑  Radio Fritz eröffnet Studio “Fräulein Fritz” in Kreuzberg radioszene.de, abgerufen am 27. November 2020.
4. ↑  Nominiert in der Kategorie "Beste Sendung" deutscher-radiopreis.de, abgerufen am 27. November 2020.
5. ↑  Ständig Totze (Memento des Originals vom 24. November 2020 im Internet Archive)  Info: Der Archivlink wurde automatisch eingesetzt und noch nicht geprüft. Bitte prüfe Original- und Archivlink gemäß Anleitung und entferne dann diesen Hinweis. fritz.de
6. ↑  
Beste Gäste Sonntags auf Fritz radioszene.de
7. ↑  Sendungen auf: fritz.de, abgerufen am 1. Mai 2023
8. ↑  32 Ampere by Totze und Guse podcasters.spotify.com
9. ↑  Tommys Top Ten radioeins.de, abgerufen am 1. Mai 2023.
10. ↑  Radiosender außer Kontrolle: Totze und Guse entern STAR FM am 1. Mai radioszene.de, abgerufen am 1. Mai 2023.
11. ↑  ÜBERS PODCASTEN - Wie produziert man erfolgreich einen Podcast? spotify.com, abgerufen am 20. Oktober 2023.
12. ↑  Was erfolgreiche Podcasts auszeichnet kom.de, abgerufen am 29. Oktober 2023.
13. ↑  Episodenguide auf: fernsehserien.de, abgerufen am 13. September 2016
14. ↑  Die 1LIVE Krone Moderatoren sind Sabine Heinrich und Chris Guse radioszene.de, abgerufen am 4. November 2012.
15. ↑  1. rbb Science Slam (Memento vom 21. Juni 2013 im Internet Archive) rbb-online.de
16. ↑  Termin bei Guse fernsehserien.de
17. ↑  5 Folgen mit Chris Guse tagesspiegel.de
18. ↑  Vorhang auf für die "Goldene Henne 2013" presseportal.de
19. ↑  Archivierte Kopie (Memento des Originals vom 29. November 2014 im Internet Archive)  Info: Der Archivlink wurde automatisch eingesetzt und noch nicht geprüft. Bitte prüfe Original- und Archivlink gemäß Anleitung und entferne dann diesen Hinweis.
20. ↑  Film ab! mit Chris Guse kika.de
21. ↑  https://www.rbb-online.de/supermarkt/team/chris-guse-erklaerkanone.html
22. ↑  Kurt Sagatz: Reform-Marathon: Der RBB will sich nicht vom Netflix-Hype paralysieren lassen. In: tagesspiegel.de. 24. Januar 2019, abgerufen am 31. Januar 2024.
23. ↑  Tach mit Chris Guse (Memento des Originals vom 23. Dezember 2020 im Internet Archive)  Info: Der Archivlink wurde automatisch eingesetzt und noch nicht geprüft. Bitte prüfe Original- und Archivlink gemäß Anleitung und entferne dann diesen Hinweis. fritz.de, abgerufen am 27. November 2020.
24. ↑  Sido in häuslicher Isolation bz-berlin.de, abgerufen am 27. November 2020.
25. ↑  Sido und Knossi streamen gemeinsam im Horrorcamp morgenpost.de, abgerufen am 27. November 2020.

| Personendaten    | Personendaten                          |
| ---------------- | -------------------------------------- |
| NAME             | Guse, Chris                            |
| ALTERNATIVNAMEN  | Guse, Christopher (vollständiger Name) |
| KURZBESCHREIBUNG | deutscher Radio- und Fernsehmoderator  |
| GEBURTSDATUM     | 1979                                   |
| GEBURTSORT       | Berlin                                 |